# جوشی (سامورایی)
جوشی (به ژاپنی: 上士 じょうし)، به افراد متعلق به طبقه بالای هانشی (سامورایی‌های در خدمت قلمروهای فئودالی در دوره ادو اطلاق می‌شود.
گروه دیگر سامورایی‌ها طبقه پایین گوشی بودند. گوشی به سامورایی‌ها که در عین متعلق بودن به طبقه سامورایی‌ها، کشاورز نیز بودند. در زمان صلح به شغل کشاورزی مشغول بودند و در زمان جنگ به عنوان رزمنده می‌جنگیدند و به آنان «گوسامورایی» گفته می‌شد.